# Stałe Przedstawicielstwo Bhutanu przy ONZ
Stałe Przedstawicielstwo Królestwa Bhutanu przy Narodach Zjednoczonych (ang. Permanent Mission of the Kingdom of Bhutan to the United Nation) – misja dyplomatyczna Bhutanu przy Organizacji Narodów Zjednoczonych z siedzibą w Nowym Jorku.
Bhutan został przyjęty do Organizacji Narodów Zjednoczonych 21 września 1971.

## Główne cele misji
Główne cele misji dyplomatycznej to:
- Promować suwerenną niezależność Bhutanu i wzmocnienie roli odpowiedzialnego i konstruktywnego członka społeczności międzynarodowej
- Przyczynienie się do procesu rozwoju społeczno-gospodarczego Bhutanu.
- Promowanie przyjaznych stosunków dwustronnych ze wszystkimi krajami.
- Zapewnienie wydajnych usług konsularnych.
- Wzmocnienie zdolności instytucjonalnych misji w celu zapewnienia, że jej operacje są sprawne, wydajne i opłacalne.

## Lista byłych Stałych Przedstawicieli[2]
Lyonpo Sangay Penjor od września 1971 r. do grudnia 1973.
Lyonpo Dago Tshering  od grudnia 1974 do stycznia 1980
Lyonpo Om Pradhan  od lutego 1980 do kwietnia 1984
Lyonpo Dago Tshering od maja 1984 do września 1987
Dasho Jigmi Y. Thinley od października 1987 do lipca 1989
Dasho Ugyen Tshering od sierpnia 1989 do sierpnia 1998
Lyonpo Om Pradhan od września 1998 do października 2003
Dasho Daw Penjor od listopada 2003 do grudnia 2008
Dasho Lhatu Wangchuk od stycznia 2009 do lipca 2013
Aum Kunzang C. Namgyel od lutego 2014 do lipca 2017